# Simulacre d'exécution
Une simulation d'exécution est un stratagème dans lequel une victime est délibérément amenée à penser, de manière illusoire, que son exécution ou celle d'une autre personne est imminente ou a lieu.

## Description du supplice
Cette exécution simulée peut être mise en scène pour un public ou un sujet qui est amené à croire qu'il est conduit à sa propre exécution. Cela peut impliquer de bander les yeux des sujets, de leur faire prononcer leurs derniers vœux, de les faire creuser leur propre tombe, de tenir un pistolet déchargé sur leur tête et de tirer sur la détente, de tirer près de (mais pas sur) la victime, ou de tirer à blanc.
L'exécution simulée est classée comme une torture psychologique. Il y a un sentiment de peur induit lorsqu'une personne a le sentiment qu'elle est sur le point d'être exécutée ou qu'elle assiste à l'exécution de quelqu'un : il n'y a pas de préjudice physique, seulement un préjudice mental.

## Conséquences
Le traumatisme psychologique peut également entraîner une dépression, des troubles anxieux, un trouble de stress post-traumatique et d'autres troubles mentaux après avoir vécu un événement traumatisant tel qu'une simulation d'exécution. Un exemple d'anxiété lors d'une simulation d'exécution serait la victime montrant des signes de peur, des pleurs, des mouvements incontrôlables et plaidant pour sa vie. Le traumatisme psychologique peut conduire à une rupture où quelqu'un peut faire ou dire quelque chose pour arrêter l'exécution; il pourrait constituer une menace que la conduite future puisse aboutir à une exécution réelle ; ou suggérer que la mort apparente de la victime a changé les circonstances.
L'exécution simulée peut ne pas entraîner la mort, mais laisse à la victime le souvenir des tortures qu'elle a subies. Le traitement après avoir subi la torture devrait prendre effet dès que possible. Les interventions et les spécialistes se sont avérés bénéfiques.
Dans la publication de 2010 de Lilla Hardi, Gábor Király, Esther Kovács et Kathryn Heffernan Torture and Survivors: Manual for Experts in Refugee Care, les traitements des traumatismes sont discutés. Selon les auteurs, les spécialistes en traumatologie sont en mesure d'aider les victimes à surmonter l'expérience, les émotions et expliquent que ce sera un long processus de guérison. Les spécialistes en traumatologie sont en mesure d'aider la victime à identifier le problème et à réfléchir aux moyens de surmonter le traumatisme. Les interventions sont bénéfiques car elles permettent à la victime d'être plus à l'aise pour discuter de l'événement, pour des personnes ayant des expériences similaires et pour aider à s'adapter.

## Occurrences historiques
- En 1849, des membres du groupe de discussion politique russe le cercle de Petrachevski, dont l'écrivain Fiodor Dostoïevski, ont été reconnus coupables de haute trahison et condamnés à l'exécution par un peloton d'exécution. Les peines ont été commuées en travaux forcés en secret et les prisonniers n'ont été informés que lorsque tous les préparatifs de l'exécution ont été effectués[1]. Dostoïevski a décrit l'expérience dans son roman L'Idiot[2].
- En 1944, le résistant français Georges Blind devant la citadelle de Belfort. Une photo immortalise le fait comme étant celle du « Fusillé souriant ». Ce simulacre visait à le faire parler pour qu'il dénonce ses camarades[3].
- En 1968, le commandant Lloyd M. Bucher, commandant de l'USS Pueblo, a été torturé et soumis à un simulacre de fusillade par des interrogateurs nord-coréens dans le but de lui faire avouer sa présence dans les eaux coréennes. Finalement, les Coréens ont menacé d'exécuter ses hommes devant lui, et Bucher a cédé. Aucun des Coréens ne connaissait assez bien l'anglais pour écrire la confession, alors ils ont fait écrire Bucher lui-même. Ils ont vérifié le sens de ses paroles, mais n'ont pas réussi à attraper le jeu de mots quand il a dit : « We pean on the North Korean state. We pean on their great leader Kim Il-sung »[4] (We pean on sonne presque de la même manière que "uriner sur"). Après des excuses, une reconnaissance écrite des États-Unis que Pueblo espionnait et une assurance que les États-Unis n'espionneraient pas à l'avenir, le gouvernement nord-coréen a décidé de libérer les 82 membres d'équipage restants.
- Les otages américains détenus par l'Iran en 1979 ont fait l'objet d'une simulation d'exécution par leurs geôliers.
- Des informations faisant état d'exécutions simulées perpétrées par des Marines américains sur des détenus en Irak ont fait surface en décembre 2004 [5] alors que l'American Civil Liberties Union publiait des documents internes du Naval Criminal Investigative Service (NCIS) obtenus par le biais du Freedom of Information Act. Les documents ont été écrits sept semaines après la publication des photographies qui ont déclenché le scandale des mauvais traitements infligés aux prisonniers d'Abou Ghraib.
- En 2000, les otages militaires britanniques en Sierra Leone ont fait l'objet d'exécutions simulées par les West Side Boys (en) pour obtenir des informations de leur part.
- En avril 2003, le lieutenant-colonel Allen West de l'armée américaine (qui a par la suite effectué un mandat au Congrès comme représentant du 22e district de Floride) a fait saisir un officier de police irakien du nom de Yehiya Kadoori Hamoodi et l'a amené pour interrogatoire sur la base d'allégations selon lesquelles il prévoyait une attaque imminente contre l'unité de West. Après que Hamoodi aurait été battu par un interprète et plusieurs soldats américains, West a sorti Hamoodi de la salle d'interrogatoire et lui a montré six soldats américains avec des armes à la main. West a dit à Hamoodi : « Si vous ne parlez pas, ils vous tueront. ». West a ensuite placé la tête de Hamoodi dans un seau utilisé pour le nettoyage des armes, a placé son arme dans le seau et a déchargé l'arme près de la tête de Hamoodi. Hamoodi a ensuite fourni à West les noms, l'emplacement et les méthodes de l'embuscade présumée. Cependant, l'embuscade présumée — initialement programmée pour le lendemain — n'a jamais eu lieu, et une perquisition dans la résidence de Hamoodi n'a révélé aucune preuve de plans d'attaque. Hamoodi a ensuite été libéré sans inculpation. Pour sa participation à cet incident, West a été accusé de violation de deux lois du Code uniforme de justice militaire ; cependant, les charges sont abandonnées par la suite après que West a été condamné à une amende de 5 000 $ pour l'incident et autorisé à démissionner de son poste avec l'armée américaine sans cour martiale[6].
- En 2014, le journaliste James Foley fait l'objet d'exécutions simulées par des militants de l'État islamique avant d'être décapité. Les exécutions simulées seraient une tactique de torture couramment utilisée par l'EI[7].